# Glipa hilaris
Glipa hilaris es una especie de coleóptero de la familia Mordellidae.

## Distribución geográfica
Habita en Estados Unidos, México, Nicaragua.